# Betty Curtis
Betty Curtis (de son vrai nom Roberta Corti), née le 21 mars 1936 à Milan et morte le 15 juin 2006 à Lecco, est une chanteuse italienne.

## Biographie
Elle représente l'Italie au Concours Eurovision de la chanson 1961, à Cannes, avec la chanson Al di là, terminant 5e ex æquo avec le Danemark, sur 16 candidats, après avoir gagné le Festival de Sanremo.
Si Betty n'a enregistré sa chanson qu'en italien, elle fut reprise par une cinquantaine d'interprètes depuis sa création, notamment Camillo Felgen (en français), Claudio Villa (en italien), Connie Francis (en allemand et italien), Dean Martin (en italien), Emilio Pericoli (en italien), Margot Eskens (en allemand), Laila Kinnunen (en finnois), Sandra Reemer (en néerlandais) et Willy Alberti (en néerlandais) ; mais fut aussi reprise en italien, espagnol, hongrois, anglais…
Elle meurt le 15 juin 2006 à Lecco, en Lombardie, des suites d'une longue maladie.